# كوتو بروس (كانتون)

موقع كانتون كوتو بروس في محافظة بونتاريناس

كوتوبروس (بالإسبانية: Coto Brus)‏ هو الكانتون الثامن في محافظة بونتاريناس في كوستاريكا. و يغطي الكانتون مساحة 933.91 كم مربع،
كما يقارب عدد سكانه 43,569 نسمة.
و تدعى مدينته الرئيسية بـسان فيتو.
يشارك هذا الكانتون المرتفع حدوده الشرقية مع بنما، كما ترتفع حدوده الشمالية في سلسلة جبال تلمنكا، بينما تشكل فيلا سابوتيه أحد السلاسل الجبلية الساحلية حدوده الجنوبية الغربية،
تم تأسيس هذا الكانتون في 10 كانون الأول 1965.

## المقاطعات
يتألف الكانتون من خمس مقاطعات و هي :
1. سان فيتو
2. سالافيتو
3. أغوا بوينا
4. ليمونسيتو
5. بيتيير